# Recensement de la Grèce de 1920
Le recensement de la population de 1920 (en grec moderne : Ελληνική απογραφή του 1920), est le vingt et unième recensement officiel du royaume de Grèce, réalisé le 19 décembre 1920. Ce recensement fournit la couverture la plus complète des caractéristiques démographiques de la population, puisque des données sur le sexe, l'âge, la langue, la religion et l'emploi ont été recueillies. La population totale réelle du pays s’élève à 5 536 375 habitants.

## Situation territoriale au recensement de 1920
Au moment du recensement, le royaume de Grèce se compose des régions suivantes : Péloponnèse, Grèce-Centrale, îles Ioniennes, îles Égéennes, Crète, Thessalie, Épire, Macédoine et Thrace. Les îles de la mer Égée excluent le Dodécanèse, tandis qu'Imbros et Ténédos sont inclus. L'administration générale de la Thrace comprend une partie de la Thrace orientale, qui a été cédée à la Grèce par le traité de Sèvres, divisée en 4 préfectures : Adrianople, Gallipoli, Rhaidestós et Saránda Eklisiés.